# Veliko Ubeljsko
Veliko Ubeljsko – wieś w Słowenii, w gminie Postojna. W 2018 roku liczyła 94 mieszkańców.